# سوپر ماریو ۶۴
سوپر ماریو ۶۴ (به ژاپنی: スーパーマリオ64 ,Sūpā Mario Rokujūyon) یک بازی ویدئویی در سبک سکوبازی از مجموعه بازی‌های سوپر ماریو است، که توسط نینتندو ای‌اِی‌دی ساخته شده و به‌وسیلهٔ شرکت نینتندو به عنوان بازی زمان عرضه برای کنسول بازی نینتندو ۶۴ منتشر شده‌است. این بازی در ۲۳ ژوئن ۱۹۹۶ در ژاپن، ۲۶ سپتامبر ۱۹۹۶ در آمریکا و ۱ مارس ۱۹۹۷ در اروپا منتشر شد. سوپر ماریو ۶۴ تا ۲۱ مه ۲۰۰۳ بیش از ۱۱ میلیون نسخه در سر تا سر جهان به فروش رسانده است. سوپر ماریو ۶۴ دارای آزادی حرکت سه بعدی در یک جهان باز بزرگ بر اساس چند ضلعی‌های سه بعدی است. این بازی بر اساس سنت ماریو در زمینه عناصر گیم پلی، سبک بصری و شخصیت‌ها ساخته شده‌است. به عنوان ماریو، بازیکن کاخ پرنسس پیچ را نجات می‌دهد تا او را از شر باوزر نجات دهد.
کارگردان شیگرو میاموتو یک بازی سه بعدی ماریو را در طول تولید استار فاکس (۱۹۹۳) تصور کرد. توسعه سوپر ماریو ۶۴ تقریباً سه سال به طول انجامید: حدوداً یکسال بر روی طراحی و بیست ماه برای تولید. با داشتن سیستم دوربین پویا و کنترل آنالوگ ۳۶۰ درجه، نمونه ای جدید برای ژانر سه بعدی ایجاد کرد، همان‌طور که برادران سوپر ماریو برای بازی‌های پلتفرم پیمایش جانبی انجام داد. سوپر ماریو ۶۴ به عنوان یکی از برترین بازی‌های ویدئویی تمام دوران مورد استقبال منتقدان قرار گرفت. منتقدان جلوه‌های بصری، گیم پلی و موسیقی آن را ستودند، اگرچه از سیستم دوربین غیرقابل اعتماد آن انتقاد کردند. این بازی پرفروش‌ترین بازی نینتندو ۶۴ است که بیش از یازده میلیون نسخه آن تا سال ۲۰۰۳ فروخته شده‌است. بسیاری از توسعه دهندگان از این عنوان به عنوان تأثیرگذار یاد کرده‌اند. یک نسخه بازسازی شده از این بازی نیز با عنوان سوپر ماریو ۶۴ دی‌اس در سال ۲۰۰۴ برای کنسول نینتندو دی‌اس عرضه شده‌است.

## گیم پلی

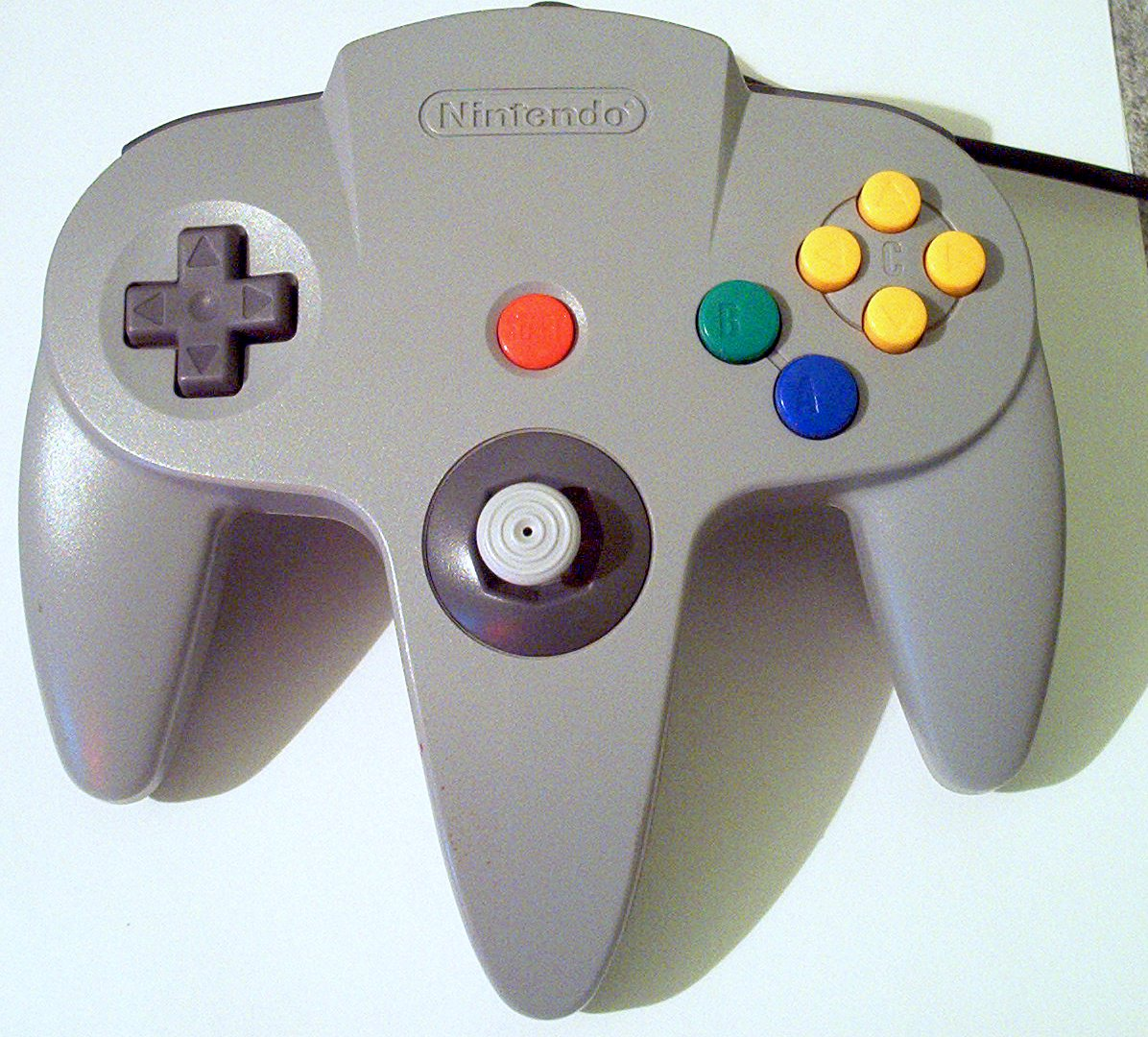
كنترلر نينتندو 64

سوپر ماریو ۶۴ یک بازی سکوبازی سه بعدی است که در آن بازیکن ماریو را از طریق دوره‌های مختلف کنترل می‌کند. هر دوره یک دنیای محصور است که در آن بازیکن آزاد است در هر جهتی پرسه بزند و محیط را بدون محدودیت زمانی کشف کند. جهان مملو از دشمنانی است که به ماریو حمله می‌کنند و موجودات دوستانه ای که به شما کمک می‌کنند یا از آنها درخواست لطف می‌کنند. بازیکن در هر دوره ستاره جمع می‌کند. برخی از ستارگان تنها پس از انجام برخی کارها ظاهر می‌شوند، که اغلب با نام دوره اشاره می‌شود. این چالش‌ها شامل شکست باس فایت، حل معماها، مسابقه دادن با حریف و جمع‌آوری سکه است. با جمع‌آوری ستارگان قفل بیشتری از مرکز توابع قلعه باز می‌شود. بازیکن قفل درهای قلعه را با کلیدهایی که با شکست دادن باوزر در دوره‌های مخصوص به دست آمده باز می‌کند. مینی دوره‌های پنهان و اسرار دیگر ممکن است شامل ستاره‌های اضافی مورد نیاز برای تکمیل کامل بازی باشد.
سه پاور آپ ویژه در مراحل مختلف ظاهر می‌شود. Wing Cap به ماریو اجازه پرواز می‌دهد. کلاه فلزی او را در برابر بیشتر آسیب‌ها مصون می‌کند، به او اجازه می‌دهد تا در برابر باد مقاومت کند، در زیر آب راه برود و در برابر گازهای مضر مصون باشد. و کلاه Vanish او را تا حدی غیر مادی و آسیب‌ناپذیر می‌کند و به او اجازه می‌دهد از موانع عبور کند. قارچ‌های ۱ تایی که در مکان‌های مختلف مانند درختان پنهان شده‌اند، ممکن است ماریو را در هوا تعقیب کرده وگرنه در صورت عدم جمع‌آوری روی زمین افتاده و به زودی ناپدید می‌شوند. برخی از دوره‌ها حاوی توپ‌هایی هستند که ماریو را می‌توان در مکان‌های دور شلیک کند.
توانایی‌های ماریو در بازی سوپر ماریو ۶۴ بسیار متفاوت از بازی‌های قبلی ماریو است. بازیکن می‌تواند با استفاده از دسته و دکمه‌های آنالوگ کنترل‌کننده بازی، ماریو را مجبور به راه رفتن، دویدن، پرش، خم شدن، خزیدن، شنا، صعود، لگد یا مشت کند. پرش‌های ویژه را می‌توان با ترکیب یک پرش معمولی با سایر اقدامات، از جمله پرش‌های دو و سه تایی، پرش از راه دور، برگشت به عقب و پرش از دیوار برای رسیدن به مناطق بلند اجرا کرد. بازیکن می‌تواند موارد خاصی را برداشته و حمل کند تا معماهای مختلف را حل کند و در زیر آب شنا کند. انرژی زندگی ماریو در حالی که زیر آب است به آرامی کاهش می‌یابد و نشان می‌دهد که چقدر می‌تواند نفس خود را نگه دارد و در سطح بهبود می‌یابد.